# Synclera traducalis
Synclera traducalis is een vlinder uit de familie van de grasmotten (Crambidae), uit de onderfamilie van de Spilomelinae. De wetenschappelijke naam van deze soort is voor het eerst voorgesteld als Eudioptis traducalis door Philipp Christoph Zeller in een publicatie uit 1852.

## Verspreiding
De soort komt voor in:
- het Palearctisch gebied (de Canarische Eilanden, Albanië, Bulgarije, de Krim, Turkije, Cyprus, Egypte, Libanon, Syrië, Israël, Palestina, Iran),
- het Afrotropisch gebied (Westelijke Sahara, Senegal, Gambia, Mali, Liberia, Ivoorkust, Nigeria[1], Equatoriaal Guinee, Kameroen, Ethiopië, Congo-Kinshasa, Tanzania, Angola[1], Mozambique, Namibië, Zimbabwe, Zuid-Afrika, Saoedi-Arabië, de Verenigde Arabische Emiraten, Jemen, Madagaskar, Mauritius, Réunion),
- het Oriëntaals gebied (India, Sri Lanka, Myanmar[1], Thailand[1], Maleisië, Indonesië (Borneo[1])),
- het Australaziatisch gebied (Nieuw-Guinea, Australië),
- het Neotropisch gebied (Mexico, Colombia).

## Waardplanten
De rups leeft op soorten van de Wegedoornfamilie (Rhamnaceae) waaronder Gouania polygama en Ziziphus jujuba.